# Guldvingefinkar
Guldvingefinkar (Rhynchostruthus) är ett släkte i familjen finkar inom ordningen tättingar. Släktet omfattar tre arter som förekommer på Arabiska halvön och Afrikas horn: 
- Sokotraguldvingefink (R. socotranus)
- Arabisk guldvingefink (R. atrovirens)
- Somalisk guldvingefink (R. louisae)